# Юрлов, Пётр Иванович
Пётр Иванович Юрлов (1793—1869) — российский государственный деятель, участник Отечественной войны 1812 года, Сенгилеевский уездный предводитель дворянства (1826—1832), Симбирский губернский предводитель дворянства (1841—1845), коллекционер, антиквар .

## Биография
Пётр Иванович родился 29 октября (9 ноября) 1793 года в селе Чертановка Сенгилеевского уезда Симбирской губернии в дворянской семье. 
С 16 лет Пётр Иванович состоял на военной службе. В августе 1812 года он участвовал в Смоленском сражении и Бородинском сражении. После этой битвы Юрлов был награждён золотой шпагой «За храбрость». После Юрлов отправился в заграничный поход: он прошёл всю Польшу, штурмовал Реймс, а за отличие при штурме Монмартра в Париже был награжден орденом Св. Владимира 4-й степени с бантом из орденской ленты — одной из почетнейших наград. С войны Пётр Иванович вернулся с ещё одним орденом — Св. Анны 3-й степени.
В июне 1816 года штабс-капитан Пётр Иванович Юрлов был уволен из армии и некоторое время жил в родовом имении в Чертановке. В 1818 году, после смерти отца, получил в наследство при сельце Спешнёвка 100 душ с землею.
Живя в Спешнёвке Пётр Иванович постоянно увеличивал художественные и исторические разделы семейного собрания. Некоторые вещи хранились и передавались из поколения в поколение. Это: пищаль Богдана Матвеевича Хитрово, кольчуга великого князя Симеона Рязанского, ларец времён Екатерины Великой, стол-бюро Павла I, старинный образ Казанской Богоматери, подаренный Петром Великим. Он довёл количество предметов коллекции до восьми тысяч и составил её описание. Всё это богатство по наследству перешло к его дочери Елизавете, бывшей замужем за действительным статским советником Мещериновым.
В 1826 году очередным дворянским собранием он был избран Сенгилеевским уездным предводителем дворянства, должность которого исполнял до 1832 года, а в 1841 году дворяне губернии избрали его предводителем Симбирским дворянства. 
В 1864 году, после большого пожара, Пётр Иванович поселился в Симбирске рядом с братом Аполлоном, на Покровской улице. 
Умер 11 августа 1869 года, похоронен на территории Покровского кладбища Симбирска.

## Семья
У Петра Ивановича и Елизаветы Егоровны (1806—31.12.1830) родилась дочь Елизавета, которая вышла замуж за Петра Мещеринова, их сын — Мещеринов Владимир Петрович.
Сын Владимир Петрович Юрлов (19 (31).01.1830—1903) — этнограф, член Русского географического общества, редактор неофициальной части "Симбирских губернских ведомостей"
Предками Петра Ивановича были: 
- Прадед Лев (Юрлов) (в миру — Лаврентий Михайлович Юрлов) с 1727 по 1730 гг. — епископ Воронежский и Елецкий[3];
- Прадед Семён Акимович Юрлов — «при Петре Великом полковником Азовского пехотного полка (с 1712 г. по 1719 г.)[7], а при Екатерине I — бригадиром и вице-президентом Московского надворного суда»[3];
- Дед Пётр Семёнович Юрлов — «служил в лейб-гвардии Семёновском полку»[3];
- Отец Иван Петрович Юрлов — «служил при Екатерине II в лейб-гвардии Преображенском полку»[3], Сенгилеевский уездный предводитель дворянства (1806)[8];

## Награды
- Золотая шпага «За храбрость» (1812);
- Орден Святого Владимира 4-й степени с бантом из орденской ленты (1814);
- Орден Святой Анны 3-й степени (1814);

## Память
- В 2012 году состоялось торжественное открытие мемориальной доски на доме, где жил Юрлов[9][10].
- «Золотая» шпага гвардии штабс-капитана П. И. Юрлова, хранится в Ульяновском областном краеведческом музее[11].
- В 1926 году 150 художественных произведений, а также предметы старины из коллекции Юрлова были переданы в собрание Ульяновского областного музея. Среди наиболее ценных произведений — работы голландских художников XVII века Л. Брамера, Я. Вейнантса, П. Молейна, А. Паламедеса и П. Снайерса.

## Галерея

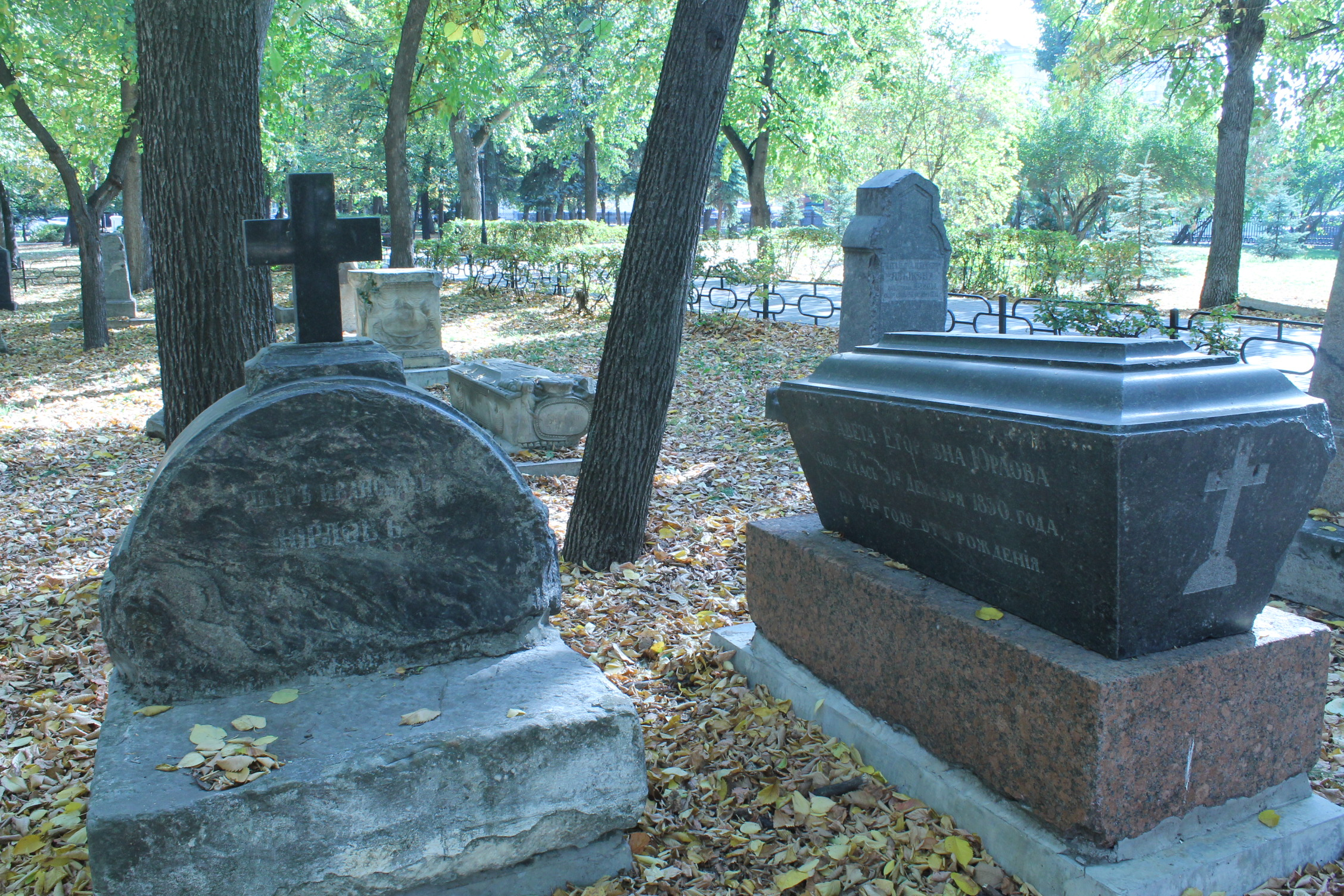
Могилы Юрлова П. И. и Юрловой Е. Е.
Мемориальная доска П. И. Юрлову.
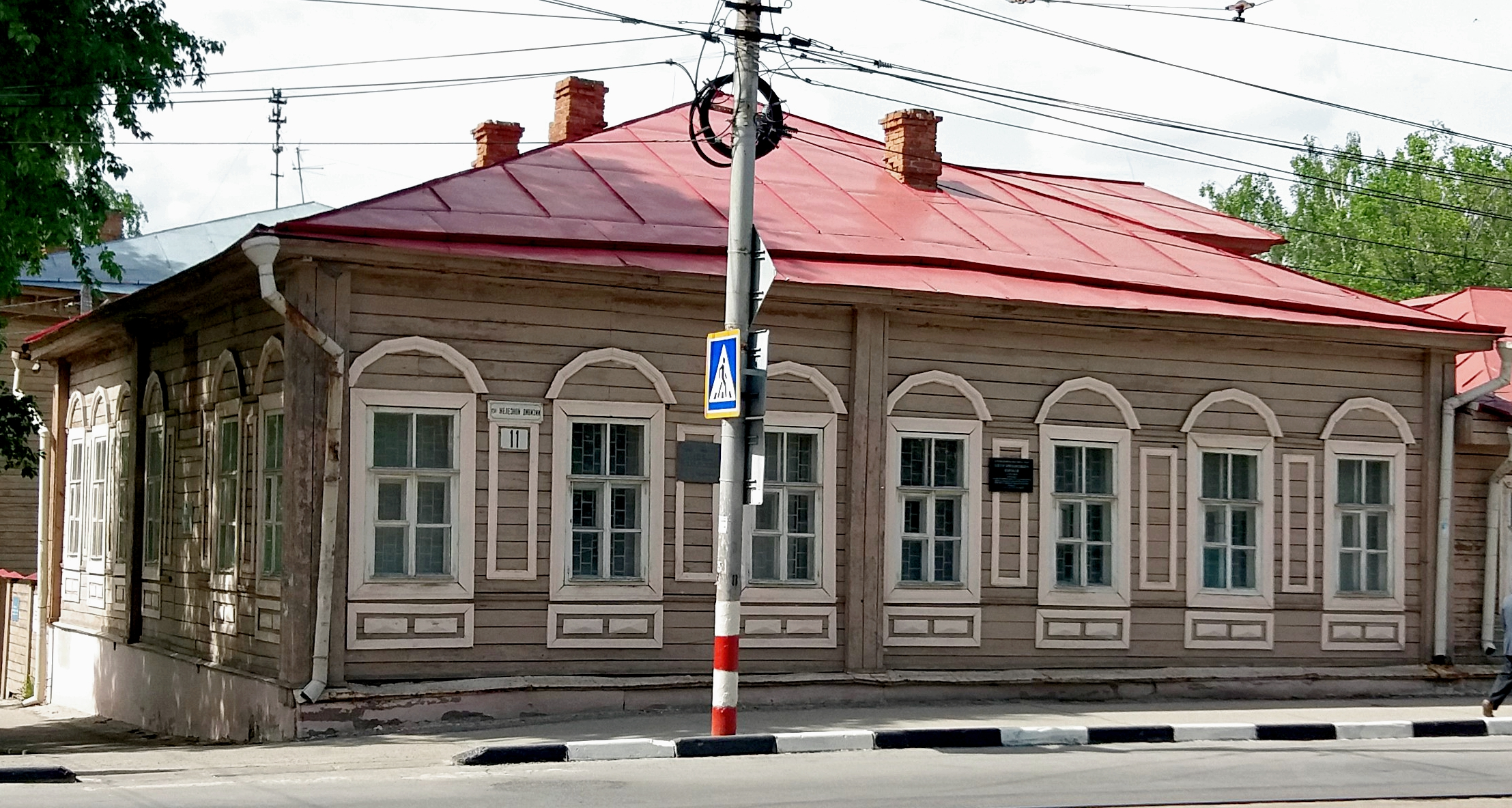
Дом, в котором жил Пётр Иванович Юрлов.